# Il sortilegio del Corvo
Il sortilegio del Corvo (titolo originale Noonshade) è un romanzo fantasy del 2000 dello scrittore britannico James Barclay, secondo romanzo della serie intitolata Le cronache del Corvo (Chronicles of The Raven).

## Trama
Dopo che il mago oscuro Denser ha lanciato l'incantesimo Ruba Aurora per eliminare la minaccia portata dai Lord Stregoni, sul cielo della città di Parve si apre uno squarcio dimensionale. In città si trovano i mercenari del Corvo, il mago Styliann, Lord della Montagna di Xetesk, accompagnato dai temibili guerrieri Protettori, e la cavalleria delle quattro città college guidata dal generale Ry Darrick.
Dallo squarcio nel cielo giunge improvvisamente un drago, che attacca gli uomini sulla piazza, inseguito da un secondo drago, ancor più grande, che affronta ed uccide il primo drago. Il drago vittorioso è Sha-Kaan, che Hirad il barbaro aveva incontrato durante l'inseguimento nelle segrete del castello di Taranspike. Sha-Kaan spiega al Corvo che lo squarcio aperto fra le dimensioni mette in pericolo sia Balaia sia la stirpe dei draghi Kaan, dato che le stirpi di draghi nemici attaccherano i Kaan ed invaderanno Balaia.
Intanto a Julatsa procede l'attacco delle tribù occadi alla città college, anche se a causa della fine dei Lord Stregoni, gli sciamani occadi non hanno più accesso alla magia e perciò i guerrieri tribali guidati da Lord Senedai devono fare affidamento sul loro maggior numero per conquistare la città.

## Personaggi

### Il Corvo
- Hirad Coldheart, detto il Barbaro - guerriero
- Will - ladro
- Thraun - guerriero mutaforma
- Il Guerriero Ignoto
- Ilkar - elfo e mago Julatsiano
- Denser - mago xeteskiano
- Erienne - maga dordoveriana

### Xetesk
- Styliann - Signore della Montagna
- Dystran - mago
- Cil, Aeb, Rya, Ile - Protettori

### Lystern
- Heryst - lord e mago anziano
- Ry Darrick - generale della cavalleria

### Julatsa
- Kerela - Sommo mago
- Barras - capo negoziatore e membro del Consiglio
- Vilif - membro del Consiglio
- Endorr - membro del Consiglio
- Seldane - membro del Consiglio
- Deale - membro del Consiglio
- Cordolan - membro del Consiglio
- Torvis - membro del Consiglio
- Kard - generale

### Baroni, Signori della guerra e soldati
- Blackthorne - barone del sud
- Gresse - barone del sud-est
- Pontois - barone del centro

### Gli Occadi
- Lord Tessaya - comandante delle tribù Paleon
- Lord Senedai - comandante delle tribù Heystron
- Lord Riasu - comandante degli occadi ad Understone
- Arnoan - sciamano
- Kessarin - esploratore

## Edizioni
- James Barclay, Il sortilegio del Corvo, Editrice Nord, 2011,  p. 537, ISBN 88-429-1699-4.